# Changement de nom de communes en France dans les années 1930
Pour des articles plus généraux, voir Changement de nom de communes en France et Changement de nom de communes en France au XXe siècle.
Cet article présente une liste des changements de nom de communes en France dans les années 1930.

## Années 1930

### 1930

#### Janvier
| Code INSEE | Ancienne dénomination | Département                             | Nouvelle dénomination  | Date                      |
| ---------- | --------------------- | --------------------------------------- | ---------------------- | ------------------------- |
| 57152      | Basse-Kontz           | Moselle                                 | Contz-les-Bains        | Décret du 9 janvier 1930  |
| 03178      | Montaiguet            | Allier                                  | Montaiguet-en-Forez    | Décret du 21 janvier 1930 |
| 60172      | Coye                  | Oise                                    | Coye-la-Forêt          | Décret du 21 janvier 1930 |
| 77128      | Couilly               | Seine-et-Marne                          | Couilly-Pont-aux-Dames | Décret du 21 janvier 1930 |
| 95257      | La Frette             | Seine-et-Oise (actuellement Val-d'Oise) | La Frette-sur-Seine    | Décret du 21 janvier 1930 |

#### Février
| Code INSEE | Ancienne dénomination | Département   | Nouvelle dénomination  | Date                      |
| ---------- | --------------------- | ------------- | ---------------------- | ------------------------- |
| 31201      | Frontignan            | Haute-Garonne | Frontignan-Savès       | Décret du 13 février 1930 |
| 39154      | Clairvaux             | Jura          | Clairvaux-les-Lacs     | Décret du 25 février 1930 |
| 60678      | Villeneuve-le-Roi     | Oise          | Villeneuve-les-Sablons | Décret du 25 février 1930 |

#### Mars
| Code INSEE | Ancienne dénomination | Département | Nouvelle dénomination | Date                   |
| ---------- | --------------------- | ----------- | --------------------- | ---------------------- |
| 27020      | Arnières              | Eure        | Arnières-sur-Iton     | Décret du 15 mars 1930 |

#### Mai
| Code INSEE | Ancienne dénomination | Département | Nouvelle dénomination | Date                  |
| ---------- | --------------------- | ----------- | --------------------- | --------------------- |
| 83036      | Cavalaire             | Var         | Cavalaire-sur-Mer     | Décret du 16 mai 1930 |

#### Juin
| Code INSEE | Ancienne dénomination | Département    | Nouvelle dénomination | Date                   |
| ---------- | --------------------- | -------------- | --------------------- | ---------------------- |
| 57589      | Rohrbach              | Moselle        | Rohrbach-lès-Bitche   | Décret du 4 juin 1930  |
| 49341      | Souzay                | Maine-et-Loire | Souzay-Champigny      | Décret du 26 juin 1930 |

#### Juillet
| Code INSEE | Ancienne dénomination | Département        | Nouvelle dénomination         | Date                      |
| ---------- | --------------------- | ------------------ | ----------------------------- | ------------------------- |
| 02688      | Saint-Pierre          | Aisne              | Saint-Pierre-lès-Franqueville | Décret du 6 juillet 1930  |
| 33245      | Lignan                | Gironde            | Lignan-de-Bordeaux            | Décret du 6 juillet 1930  |
| 33338      | Prignac               | Gironde            | Prignac-en-Médoc              | Décret du 6 juillet 1930  |
| 54178      | Épiez                 | Meurthe-et-Moselle | Épiez-sur-Chiers              | Décret du 27 juillet 1930 |

#### Août
| Code INSEE | Ancienne dénomination | Département | Nouvelle dénomination | Date                   |
| ---------- | --------------------- | ----------- | --------------------- | ---------------------- |
| 57062      | Berg                  | Moselle     | Berg-sur-Moselle      | Décret du 24 août 1930 |

#### Octobre
| Code INSEE | Ancienne dénomination    | Département      | Nouvelle dénomination | Date                      |
| ---------- | ------------------------ | ---------------- | --------------------- | ------------------------- |
| 57085      | Bionville                | Moselle          | Bionville-sur-Nied    | Décret du 24 octobre 1930 |
| 44204      | Thouaré                  | Loire-Inférieure | Thouaré-sur-Loire     | Décret du 31 octobre 1930 |
| 61238      | Louvières                | Orne             | Louvières-en-Auge     | Décret du 31 octobre 1930 |
| 69177      | Sourcieux-sur-l'Arbresle | Rhône            | Sourcieux-les-Mines   | Décret du 31 octobre 1930 |
| 73145      | Lépin                    | Savoie           | Lépin-le-Lac          | Décret du 31 octobre 1930 |

#### Novembre
| Code INSEE | Ancienne dénomination | Département                           | Nouvelle dénomination | Date                       |
| ---------- | --------------------- | ------------------------------------- | --------------------- | -------------------------- |
| 74172      | Maxilly               | Haute-Savoie                          | Maxilly-sur-Léman     | Décret du 19 novembre 1930 |
| 78361      | Mantes                | Seine-et-Oise (actuellement Yvelines) | Mantes-Gassicourt     | Décret du 19 novembre 1930 |

#### Décembre
| Code INSEE | Ancienne dénomination | Département | Nouvelle dénomination | Date                       |
| ---------- | --------------------- | ----------- | --------------------- | -------------------------- |
| 51261      | Fresne                | Marne       | Fresne-lès-Reims      | Décret du 4 décembre 1930  |
| 63045      | Bort                  | Puy-de-Dôme | Bort-l'Étang          | Décret du 21 décembre 1930 |

### 1931

#### Février
| Code INSEE | Ancienne dénomination | Département | Nouvelle dénomination      | Date                      |
| ---------- | --------------------- | ----------- | -------------------------- | ------------------------- |
| 14409      | Merville              | Calvados    | Merville-Franceville-Plage | Décret du 11 février 1931 |
| 81048      | Cagnac                | Tarn        | Cagnac-les-Mines           | Décret du 11 février 1931 |
| 60086      | Boran                 | Oise        | Boran-sur-Oise             | Décret du 17 février 1931 |

#### Mars
| Code INSEE | Ancienne dénomination | Département      | Nouvelle dénomination | Date                   |
| ---------- | --------------------- | ---------------- | --------------------- | ---------------------- |
| 44010      | Batz                  | Loire-Inférieure | Batz-sur-Mer          | Décret du 17 mars 1931 |
| 59103      | Boussières            | Nord             | Boussières-sur-Sambre | Décret du 17 mars 1931 |

#### Juin
| Code INSEE | Ancienne dénomination          | Département | Nouvelle dénomination      | Date                   |
| ---------- | ------------------------------ | ----------- | -------------------------- | ---------------------- |
| 57285      | Halling                        | Moselle     | Halling-lès-Boulay-Moselle | Décret du 14 juin 1931 |
| 85247      | Saint-Martin-Lars-en-Tiffauges | Vendée      | Saint-Martin-des-Tilleuls  | Décret du 27 juin 1931 |

#### Juillet
| Code INSEE | Ancienne dénomination       | Département                           | Nouvelle dénomination      | Date                       |
| ---------- | --------------------------- | ------------------------------------- | -------------------------- | -------------------------- |
| 49185      | Lué                         | Maine-et-Loire                        | Lué-en-Baugeois            | Décret du 20 juillet 1931  |
| 76561      | Saint-Aubin-Jouxte-Boulleng | Seine-Inférieure                      | Saint-Aubin-lès-Elbeuf     | Décret du 20 juillet 1931  |
| 07237      | Saint-Fortunat              | Ardèche                               | Saint-Fortunat-sur-Eyrieux | Décret du 27 juillet 1931, |
| 59413      | Montigny                    | Nord                                  | Montigny-en-Cambrésis      | Décret du 27 juillet 1931, |
| 59414      | Montigny                    | Nord                                  | Montigny-en-Ostrevent      | Décret du 27 juillet 1931, |
| 64401      | Mont                        | Basses-Pyrénées                       | Mont-Disse                 | Décret du 27 juillet 1931, |
| 78165      | Les Clayes                  | Seine-et-Oise (actuellement Yvelines) | Les Clayes-sous-Bois       | Décret du 27 juillet 1931, |
| 91639      | Vayres                      | Seine-et-Oise (actuellement Essonne)  | Vayres-sur-Essonne         | Décret du 27 juillet 1931, |

#### Août
| Code INSEE | Ancienne dénomination | Département      | Nouvelle dénomination     | Date                   |
| ---------- | --------------------- | ---------------- | ------------------------- | ---------------------- |
| 09241      | Rabat                 | Ariège           | Rabat-les-Trois-Seigneurs | Décret du 15 août 1931 |
| 26341      | Serves                | Drôme            | Serves-sur-Rhône          | Décret du 15 août 1931 |
| 33256      | Ludon                 | Gironde          | Ludon-Médoc               | Décret du 15 août 1931 |
| 34324      | Valras-la-Plage       | Hérault          | Valras-Plage              | Décret du 15 août 1931 |
| 44088      | Maisdon               | Loire-Inférieure | Maisdon-sur-Sèvre         | Décret du 15 août 1931 |
| 81156      | Marssac               | Tarn             | Marssac-sur-Tarn          | Décret du 15 août 1931 |

#### Septembre
| Code INSEE | Ancienne dénomination      | Département | Nouvelle dénomination   | Date                        |
| ---------- | -------------------------- | ----------- | ----------------------- | --------------------------- |
| 63325      | Saint-Bonnet-près-Chauriat | Puy-de-Dôme | Saint-Bonnet-lès-Allier | Décret du 27 septembre 1931 |

#### Octobre
| Code INSEE | Ancienne dénomination | Département     | Nouvelle dénomination | Date                      |
| ---------- | --------------------- | --------------- | --------------------- | ------------------------- |
| 01386      | Saint-Sorlin          | Ain             | Saint-Sorlin-en-Bugey | Décret du 31 octobre 1931 |
| 06158      | Villars-du-Var        | Alpes-Maritimes | Villars-sur-Var       | Décret du 31 octobre 1931 |

#### Novembre
| Code INSEE | Ancienne dénomination | Département | Nouvelle dénomination       | Date                       |
| ---------- | --------------------- | ----------- | --------------------------- | -------------------------- |
| 57502      | Neunkirchen           | Moselle     | Neunkirchen-lès-Bouzonville | Décret du 28 novembre 1931 |

### 1932
| Code INSEE | Ancienne dénomination               | Département                           | Nouvelle dénomination       | Date                        |
| ---------- | ----------------------------------- | ------------------------------------- | --------------------------- | --------------------------- |
| 38262      | Morêtel                             | Isère                                 | Morêtel-de-Mailles          | Décret du 30 décembre 1932  |
| 33248      | Listrac                             | Gironde                               | Listrac-Médoc               | Décret du 27 novembre 1932  |
| 04085      | Faucon                              | Basses-Alpes                          | Faucon-du-Caire             | Décret du 18 novembre 1932  |
| 04086      | Faucon                              | Basses-Alpes                          | Faucon-sur-Ubaye            | Décret du 18 novembre 1932  |
| 27023      | Aulnay                              | Eure                                  | Aulnay-sur-Iton             | Décret du 15 novembre 1932, |
| 27230      | Ézy                                 | Eure                                  | Ézy-sur-Eure                | Décret du 15 novembre 1932, |
| 27276      | Gamaches                            | Eure                                  | Gamaches-en-Vexin           | Décret du 15 novembre 1932, |
| 29070      | Guiler                              | Finistère                             | Guiler-sur-Goyen            | Décret du 15 novembre 1932, |
| 38087      | Chasse                              | Isère                                 | Chasse-sur-Rhône            | Décret du 15 novembre 1932, |
| 38312      | Pommiers                            | Isère                                 | Pommiers-la-Placette        | Décret du 15 novembre 1932, |
| 38540      | Veurey                              | Isère                                 | Veurey-Voroize              | Décret du 15 novembre 1932, |
| 65137      | Caussade                            | Hautes-Pyrénées                       | Caussade-Rivière            | Décret du 15 novembre 1932, |
| 65200      | Germs                               | Hautes-Pyrénées                       | Germs-sur-l'Oussouet        | Décret du 15 novembre 1932, |
| 65409      | Sarriac                             | Hautes-Pyrénées                       | Sarriac-Bigorre             | Décret du 15 novembre 1932, |
| 88286      | Marainville                         | Vosges                                | Marainville-sur-Madon       | Décret du 15 novembre 1932, |
| 60396      | Méry                                | Oise                                  | Méry-la-Bataille            | Décret du 3 novembre 1932   |
| 21605      | Sennecey                            | Côte-d'Or                             | Sennecey-lès-Dijon          | Décret du 10 août 1932      |
| 49197      | Meigné                              | Maine-et-Loire                        | Meigné-le-Vicomte           | Décret du 30 juillet 1932   |
| 16387      | Triac                               | Charente                              | Triac-Lautrait              | Décret du 26 avril 1932     |
| 78609      | Tessancourt                         | Seine-et-Oise (actuellement Yvelines) | Tessancourt-sur-Aubette     | Décret du 21 avril 1932     |
| 91272      | Gif                                 | Seine-et-Oise (actuellement Essonne)  | Gif-sur-Yvette              | Décret du 21 avril 1932     |
| 57069      | Berviller                           | Moselle                               | Berviller-en-Moselle        | Décret du 5 avril 1932      |
| 15090      | Lacapelle-en-Vézie                  | Cantal                                | Lafeuillade-en-Vézie        | Décret du 10 mars 1932      |
| 38376      | Sainte-Christophe-entre-Deux-Guiers | Isère                                 | Saint-Christophe-sur-Guiers | Décret du 10 mars 1932      |
| 19143      | Saint-Hippolyte                     | Corrèze                               | Montaignac-Saint-Hippolyte  | Décret du 1er mars 1932     |
| 01344      | Saint-Denis-le-Ceyzériat            | Ain                                   | Saint-Denis-lès-Bourg       | Décret du 20 février 1932   |
| 08199      | Cons-la-Grandville                  | Ardennes                              | La Grandville               | Décret du 20 février 1932   |
| 17123      | Coulonge                            | Charente-Inférieure                   | Coulonge-sur-Charente       | Décret du 20 février 1932   |
| 27300      | Grosley                             | Eure                                  | Grosley-sur-Risle           | Décret du 20 février 1932   |
| 28135      | Droue                               | Eure-et-Loir                          | Droue-sur-Drouette          | Décret du 20 février 1932   |
| 38162      | Faverges                            | Isère                                 | Faverges-de-la-Tour         | Décret du 20 février 1932   |
| 61112      | Colonard                            | Orne                                  | Colonard-le-Buisson         | Décret du 20 février 1932   |
| 57610      | Saint-François                      | Moselle                               | Saint-François-Lacroix      | Décret du 16 février 1932   |
| 49068      | Champtocé                           | Maine-et-Loire                        | Champtocé-sur-Loire         | Décret du 9 février 1932    |
| 13001      | Aix                                 | Bouches-du-Rhône                      | Aix-en-Provence             | Décret du 2 février 1932    |
| 33129      | Clairac                             | Gironde                               | Cleyrac                     | Décret du 2 février 1932    |
| 33376      | Saint-Aubin                         | Gironde                               | Saint-Aubin-de-Médoc        | Décret du 2 février 1932    |
| 54180      | Erbéviller                          | Meurthe-et-Moselle                    | Erbéviller-sur-Amezule      | Décret du 2 février 1932    |
| 55008      | Amel                                | Meuse                                 | Amel-sur-l'Étang            | Décret du 2 février 1932    |
| 09189      | Mérens                              | Ariège                                | Mérens-les-Vals             | Décret du 8 janvier 1932    |

### 1933
| Code INSEE | Ancienne dénomination | Département                           | Nouvelle dénomination     | Date                       |
| ---------- | --------------------- | ------------------------------------- | ------------------------- | -------------------------- |
| 06007      | Auribeau              | Alpes-Maritimes                       | Auribeau-sur-Siagne       | Décret du 29 décembre 1933 |
| 06017      | Bézaudun              | Alpes-Maritimes                       | Bézaudun-les-Alpes        | Décret du 29 décembre 1933 |
| 06100      | Revest                | Alpes-Maritimes                       | Revest-les-Roches         | Décret du 29 décembre 1933 |
| 06105      | Roquefort             | Alpes-Maritimes                       | Roquefort-les-Pins        | Décret du 29 décembre 1933 |
| 06118      | Saint-Cézaire         | Alpes-Maritimes                       | Saint-Cézaire-sur-Siagne  | Décret du 29 décembre 1933 |
| 73101      | Doucy                 | Savoie                                | Doucy-en-Bauges           | Décret du 29 décembre 1933 |
| 49111      | Cossé                 | Maine-et-Loire                        | Cossé-d'Anjou             | Décret du 30 novembre 1933 |
| 02111      | Brancourt             | Aisne                                 | Brancourt-en-Laonnois     | Décret du 22 novembre 1933 |
| 02744      | Torcy                 | Aisne                                 | Torcy-en-Valois           | Décret du 22 novembre 1933 |
| 46110      | Fontanes              | Lot                                   | Fontanes-du-Causse        | Décret du 22 novembre 1933 |
| 68044      | Bonhomme              | Haut-Rhin                             | Le Bonhomme               | Décret du 14 novembre 1933 |
| 66057      | Corneilla             | Pyrénées-Orientales                   | Corneilla-de-Conflent     | Décret du 25 juin 1933     |
| 66070      | Espira                | Pyrénées-Orientales                   | Espira-de-Conflent        | Décret du 25 juin 1933     |
| 66110      | Montalba              | Pyrénées-Orientales                   | Montalba-d'Amélie         | Décret du 25 juin 1933     |
| 66111      | Montalba              | Pyrénées-Orientales                   | Montalba-le-Château       | Décret du 25 juin 1933     |
| 66139      | Pézilla               | Pyrénées-Orientales                   | Pézilla-de-Conflent       | Décret du 25 juin 1933     |
| 66151      | Prats                 | Pyrénées-Orientales                   | Prats-de-Sournia          | Décret du 25 juin 1933     |
| 59059      | Beaumont              | Nord                                  | Beaumont-en-Cambrésis     | Décret du 16 juin 1933     |
| 59061      | Beaurepaire           | Nord                                  | Beaurepaire-sur-Sambre    | Décret du 16 juin 1933     |
| 59080      | Beuvry                | Nord                                  | Beuvry-Nord               | Décret du 16 juin 1933     |
| 59093      | Boulogne              | Nord                                  | Boulogne-sur-Helpe        | Décret du 16 juin 1933     |
| 59137      | Catillon              | Nord                                  | Catillon-sur-Sambre       | Décret du 16 juin 1933     |
| 59177      | Dompierre             | Nord                                  | Dompierre-sur-Helpe       | Décret du 16 juin 1933     |
| 59315      | Houdain               | Nord                                  | Houdain-lez-Bavay         | Décret du 16 juin 1933     |
| 59329      | Lambres               | Nord                                  | Lambres-lez-Douai         | Décret du 16 juin 1933     |
| 59420      | Moustier              | Nord                                  | Moustier-en-Fagne         | Décret du 16 juin 1933     |
| 59425      | Neuville              | Nord                                  | Neuville-en-Avesnois      | Décret du 16 juin 1933     |
| 59487      | Radinghem             | Nord                                  | Radinghem-en-Weppes       | Décret du 16 juin 1933     |
| 59494      | Raucourt              | Nord                                  | Raucourt-au-Bois          | Décret du 16 juin 1933     |
| 59500      | Ribécourt             | Nord                                  | Ribécourt-la-Tour         | Décret du 16 juin 1933     |
| 59520      | Rumilly               | Nord                                  | Rumilly-en-Cambrésis      | Décret du 16 juin 1933     |
| 59532      | Saint-Georges         | Nord                                  | Saint-Georges-sur-l'Aa    | Décret du 16 juin 1933     |
| 59537      | Saint-Martin          | Nord                                  | Saint-Martin-sur-Écaillon | Décret du 16 juin 1933     |
| 90022      | Châtenois             | Territoire de Belfort                 | Châtenois-les-Forges      | Décret du 14 juin 1933     |
| 90086      | Romagny               | Territoire de Belfort                 | Romagny-sous-Rougemont    | Décret du 14 juin 1933     |
| 14519      | Préaux                | Calvados                              | Préaux-Bocage             | Décret du 9 juin 1933      |
| 87010      | Beaune                | Haute-Vienne                          | Beaune-les-Mines          | Décret du 9 juin 1933      |
| 87013      | Bersac                | Haute-Vienne                          | Bersac-sur-Rivalier       | Décret du 9 juin 1933      |
| 87091      | Maisonnais            | Haute-Vienne                          | Maisonnais-sur-Tardoire   | Décret du 9 juin 1933      |
| 87163      | Saint-Martial         | Haute-Vienne                          | Saint-Martial-sur-Isop    | Décret du 9 juin 1933      |
| 87203      | Vicq                  | Haute-Vienne                          | Vicq-sur-Breuilh          | Décret du 9 juin 1933      |
| 16355      | Saint-Sulpice         | Charente                              | Saint-Sulpice-de-Cognac   | Décret du 26 avril 1933    |
| 24005      | Alles                 | Dordogne                              | Alles-sur-Dordogne        | Décret du 26 avril 1933    |
| 28181      | Gironville            | Eure-et-Loir                          | Gironville-et-Neuville    | Décret du 26 avril 1933    |
| 11034      | Belvèze               | Aude                                  | Belvèze-du-Razès          | Décret du 11 avril 1933    |
| 11064      | Camplong              | Aude                                  | Camplong-d'Aude           | Décret du 11 avril 1933    |
| 11065      | Camps                 | Aude                                  | Camps-sur-l'Agly          | Décret du 11 avril 1933    |
| 11112      | Cubières              | Aude                                  | Cubières-sur-Cinoble      | Décret du 11 avril 1933    |
| 11139      | Fenouillet            | Aude                                  | Fenouillet-du-Razès       | Décret du 11 avril 1933    |
| 11193      | Lasserre              | Aude                                  | Lasserre-de-Prouille      | Décret du 11 avril 1933    |
| 11198      | Laure                 | Aude                                  | Laure-Minervois           | Décret du 11 avril 1933    |
| 11228      | Mazerolles            | Aude                                  | Mazerolles-du-Razès       | Décret du 11 avril 1933    |
| 11275      | Payra                 | Aude                                  | Payra-sur-l'Hers          | Décret du 11 avril 1933    |
| 11391      | La Tourette           | Aude                                  | La Tourette-Cabardès      | Décret du 11 avril 1933    |
| 11427      | Villelongue           | Aude                                  | Villelongue-d'Aude        | Décret du 11 avril 1933    |
| 39103      | La Chapelle           | Jura                                  | La Chapelle-sur-Furieuse  | Décret du 11 avril 1933    |
| 49125      | Doué                  | Maine-et-Loire                        | Doué-la-Fontaine          | Décret du 11 avril 1933    |
| 71105      | Charnay               | Saône-et-Loire                        | Charnay-lès-Mâcon         | Décret du 11 avril 1933    |
| 71195      | Farges                | Saône-et-Loire                        | Farges-lès-Mâcon          | Décret du 11 avril 1933    |
| 71197      | Flacé                 | Saône-et-Loire                        | Flacé-lès-Mâcon           | Décret du 11 avril 1933    |
| 71308      | Montceaux             | Saône-et-Loire                        | Montceaux-Ragny           | Décret du 11 avril 1933    |
| 71376      | Roussillon            | Saône-et-Loire                        | Roussillon-en-Morvan      | Décret du 11 avril 1933    |
| 71569      | Vérizet               | Saône-et-Loire                        | Vérizet-Fleurville        | Décret du 11 avril 1933    |
| 71587      | Vitry                 | Saône-et-Loire                        | Vitry-lès-Cluny           | Décret du 11 avril 1933    |
| 72007      | Ardenay               | Sarthe                                | Ardenay-sur-Mérize        | Décret du 2 avril 1933     |
| 72047      | Brette                | Sarthe                                | Brette-les-Pins           | Décret du 2 avril 1933     |
| 72049      | La Bruère             | Sarthe                                | La Bruère-sur-Loir        | Décret du 2 avril 1933     |
| 72087      | Conflans              | Sarthe                                | Conflans-sur-Anille       | Décret du 2 avril 1933     |
| 72096      | Coulans               | Sarthe                                | Coulans-sur-Gée           | Décret du 2 avril 1933     |
| 72100      | Courcelles            | Sarthe                                | Courcelles-la-Forêt       | Décret du 2 avril 1933     |
| 72131      | Fercé                 | Sarthe                                | Fercé-sur-Sarthe          | Décret du 2 avril 1933     |
| 72136      | Fontenay              | Sarthe                                | Fontenay-sur-Vègre        | Décret du 2 avril 1933     |
| 72140      | Gastines              | Sarthe                                | Gastines-sur-Erve         | Décret du 2 avril 1933     |
| 72179      | Malicorne             | Sarthe                                | Malicorne-sur-Sarthe      | Décret du 2 avril 1933     |
| 72187      | Marigné               | Sarthe                                | Marigné-Laillé            | Décret du 2 avril 1933     |
| 72199      | Moitron               | Sarthe                                | Moitron-sur-Sarthe        | Décret du 2 avril 1933     |
| 72228      | Parcé                 | Sarthe                                | Parcé-sur-Sarthe          | Décret du 2 avril 1933     |
| 72239      | Poillé                | Sarthe                                | Poillé-sur-Vègre          | Décret du 2 avril 1933     |
| 72240      | Poncé                 | Sarthe                                | Poncé-sur-le-Loir         | Décret du 2 avril 1933     |
| 72319      | Sainte-Sabine         | Sarthe                                | Sainte-Sabine-sur-Longève | Décret du 2 avril 1933     |
| 72328      | Sargé                 | Sarthe                                | Sargé-lès-le-Mans         | Décret du 2 avril 1933     |
| 72358      | Thorigné              | Sarthe                                | Thorigné-sur-Dué          | Décret du 2 avril 1933     |
| 72381      | Voivres               | Sarthe                                | Voivres-lès-le-Mans       | Décret du 2 avril 1933     |
| 57602      | Rurange               | Moselle                               | Rurange-lez-Thionville    | Décret du 26 mars 1933     |
| 54590      | Viviers               | Meurthe-et-Moselle                    | Viviers-sur-Chiers        | Décret du 21 mars 1933     |
| 79310      | Secondigné            | Deux-Sèvres                           | Secondigné-sur-Belle      | Décret du 21 mars 1933     |
| 09075      | Campagne              | Ariège                                | Campagne-sur-Arize        | Décret du 9 mars 1933      |
| 72161      | L'Homme               | Sarthe                                | Lhomme                    | Décret du 9 mars 1933      |
| 78070      | Boinville             | Seine-et-Oise (actuellement Yvelines) | Boinville-en-Mantois      | Décret du 9 mars 1933      |
| 78357      | Maincourt             | Seine-et-Oise (actuellement Yvelines) | Maincourt-sur-Yvette      | Décret du 9 mars 1933      |
| 41051      | Chissay               | Loir-et-Cher                          | Chissay-en-Touraine       | Décret du 24 février 1933, |
| 41099      | Gy                    | Loir-et-Cher                          | Gy-en-Sologne             | Décret du 24 février 1933, |
| 41152      | Montrieux             | Loir-et-Cher                          | Montrieux-en-Sologne      | Décret du 24 février 1933, |
| 45034      | Boigny                | Loiret                                | Boigny-sur-Bionne         | Décret du 21 février 1933  |
| 45045      | Bouilly               | Loiret                                | Bouilly-en-Gâtinais       | Décret du 21 février 1933  |
| 45046      | Boulay                | Loiret                                | Boulay-les-Barres         | Décret du 21 février 1933  |
| 45049      | Bouzy                 | Loiret                                | Bouzy-la-Forêt            | Décret du 21 février 1933  |
| 45051      | Bray                  | Loiret                                | Bray-en-Val               | Décret du 21 février 1933  |
| 45064      | Cernoy                | Loiret                                | Cernoy-en-Berry           | Décret du 21 février 1933  |
| 45066      | Chailly               | Loiret                                | Chailly-en-Gâtinais       | Décret du 21 février 1933  |
| 45068      | Châlette              | Loiret                                | Châlette-sur-Loing        | Décret du 21 février 1933  |
| 45080      | Charmont              | Loiret                                | Charmont-en-Beauce        | Décret du 21 février 1933  |
| 45094      | Chevry                | Loiret                                | Chevry-sous-le-Bignon     | Décret du 21 février 1933  |
| 45150      | Fréville              | Loiret                                | Fréville-du-Gâtinais      | Décret du 21 février 1933  |
| 45216      | Mormant               | Loiret                                | Mormant-sur-Vernisson     | Décret du 21 février 1933  |
| 45218      | Le Moulinet           | Loiret                                | Le Moulinet-sur-Solin     | Décret du 21 février 1933  |
| 45236      | Orveau                | Loiret                                | Orveau-Bellesauve         | Décret du 21 février 1933  |
| 45250      | Pers                  | Loiret                                | Pers-en-Gâtinais          | Décret du 21 février 1933  |
| 45332      | Varennes              | Loiret                                | Varennes-en-Gâtinais      | Décret du 21 février 1933  |

### 1934
| Code INSEE | Ancienne dénomination | Département                          | Nouvelle dénomination     | Date                       |
| ---------- | --------------------- | ------------------------------------ | ------------------------- | -------------------------- |
| 04012      | Aubenas               | Basses-Alpes                         | Aubenas-les-Alpes         | Décret du 19 décembre 1934 |
| 12275      | Tauriac               | Aveyron                              | Tauriac-de-Camarès        | Décret du 19 décembre 1934 |
| 12276      | Tauriac               | Aveyron                              | Tauriac-de-Naucelle       | Décret du 19 décembre 1934 |
| 44002      | Aigrefeuille          | Loire-Inférieure                     | Aigrefeuille-sur-Maine    | Décret du 19 décembre 1934 |
| 73069      | Chamoux               | Savoie                               | Chamoux-sur-Gelon         | Décret du 2 novembre 1934  |
| 91600      | Soisy-sous-Étiolles   | Seine-et-Oise (actuellement Essonne) | Soisy-sur-Seine           | Décret du 8 septembre 1934 |
| 77393      | Rozoy-en-Brie         | Seine-et-Marne                       | Rozay-en-Brie             | Décret du 25 juillet 1934  |
| 77532      | Vulaines-en-Brie      | Seine-et-Marne                       | Vulaines-lès-Provins      | Décret du 25 juillet 1934  |
| 81033      | Blaye                 | Tarn                                 | Blaye-les-Mines           | Décret du 29 juin 1934     |
| 72013      | Aubigné               | Sarthe                               | Aubigné-Racan             | Décret du 5 juin 1934      |
| 90016      | Bourg                 | Territoire de Belfort                | Bourg-sous-Châtelet       | Décret du 1er mai 1934     |
| 90091      | Saint-Germain         | Territoire de Belfort                | Saint-Germain-le-Châtelet | Décret du 1er mai 1934     |
| 64339      | Lestelle              | Basses-Pyrénées                      | Lestelle-Bétharram        | Décret du 9 avril 1934     |
| 07055      | Charmes               | Ardèche                              | Charmes-sur-Rhône         | Décret du 29 mars 1934     |
| 46029      | Biars                 | Lot                                  | Biars-sur-Cère            | Décret du 29 mars 1934     |
| 73197      | Peisey                | Savoie                               | Peisey-Nancroix           | Décret du 29 mars 1934     |
| 55338      | Milly                 | Meuse                                | Milly-sur-Bradon          | Décret du 3 février 1934   |
| 46299      | Sauliac               | Lot                                  | Sauliac-sur-Célé          | Décret du 27 janvier 1934  |
| 55127      | Courcelles-aux-Bois   | Meuse                                | Courcelles-en-Barrois     | Décret du 17 janvier 1934  |

### 1935
| Code INSEE | Ancienne dénomination | Département  | Nouvelle dénomination       | Date                        |
| ---------- | --------------------- | ------------ | --------------------------- | --------------------------- |
| 14042      | Baron                 | Calvados     | Baron-sur-Odon              | Décret du 27 décembre 1935  |
| 29226      | Poullan               | Finistère    | Poullan-sur-Mer             | Décret du 27 décembre 1935  |
| 33177      | Gaillan               | Gironde      | Gaillan-en-Médoc            | Décret du 27 décembre 1935  |
| 60666      | Ver                   | Oise         | Ver-sur-Launette            | Décret du 27 décembre 1935  |
| 52044      | Bettaincourt          | Haute-Marne  | Bettaincourt-sur-Rognon     | Décret du 10 décembre 1935  |
| 55372      | Nançois-le-Petit      | Meuse        | Nançois-sur-Ornain          | Décret du 10 décembre 1935  |
| 72339      | Souligné-sous-Vallon  | Sarthe       | Souligné-Flacé              | Décret du 1er octobre 1935  |
| 02550      | Neuville              | Aisne        | Neuville-sur-Ailette        | Décret du 28 septembre 1935 |
| 11124      | Durban                | Aude         | Durban-Corbières            | Décret du 28 septembre 1935 |
| 15045      | Chaudesaigues         | Cantal       | Chaudes-Aigues              | Décret du 28 septembre 1935 |
| 27190      | Croisy                | Eure         | Croisy-sur-Eure             | Décret du 28 septembre 1935 |
| 27496      | Rosay                 | Eure         | Rosay-sur-Lieure            | Décret du 28 septembre 1935 |
| 34169      | Montferrier           | Hérault      | Montferrier-sur-Lez         | Décret du 13 mai 1935       |
| 28018      | Authon                | Eure-et-Loir | Authon-du-Perche            | Décret du 30 mars 1935      |
| 41087      | Fontaine-en-Beauce    | Loir-et-Cher | Fontaine-les-Coteaux        | Décret du 30 mars 1935      |
| 50183      | Fierville             | Manche       | Fierville-les-Mines         | Décret du 30 mars 1935      |
| 83078      | Moissac               | Var          | Moissac-Bellevue            | Décret du 2 mars 1935       |
| 83091      | Pierrefeu             | Var          | Pierrefeu-du-Var            | Décret du 2 mars 1935       |
| 83111      | Sainte-Anastasie      | Var          | Sainte-Anastasie-sur-Issole | Décret du 2 mars 1935       |
| 83122      | Les Salles            | Var          | Les Salles-sur-Verdon       | Décret du 2 mars 1935       |
| 74064      | Châtillon             | Haute-Savoie | Châtillon-sur-Cluses        | Décret du 10 janvier 1935,  |
| 74181      | Metz                  | Haute-Savoie | Metz-Tessy                  | Décret du 10 janvier 1935,  |
| 74186      | Montagny              | Haute-Savoie | Montagny-les-Lanches        | Décret du 10 janvier 1935,  |
| 74198      | Nâves                 | Haute-Savoie | Nâves-Parmelan              | Décret du 10 janvier 1935,  |
| 74226      | Saint-André           | Haute-Savoie | Saint-André-de-Boëge        | Décret du 10 janvier 1935,  |
| 74230      | Saint-Didier          | Haute-Savoie | Saint-Didier-en-Chablais    | Décret du 10 janvier 1935,  |
| 74247      | Saint-Maurice         | Haute-Savoie | Saint-Maurice-de-Rumilly    | Décret du 10 janvier 1935,  |
| 74249      | Saint-Paul            | Haute-Savoie | Saint-Paul-en-Chablais      | Décret du 10 janvier 1935,  |

### 1936
| Code INSEE | Ancienne dénomination     | Département                           | Nouvelle dénomination        | Date                       |
| ---------- | ------------------------- | ------------------------------------- | ---------------------------- | -------------------------- |
| 05002      | Agnières                  | Hautes-Alpes                          | Agnières-en-Dévoluy          | Décret du 28 décembre 1936 |
| 05051      | Étoile                    | Hautes-Alpes                          | Étoile-le-Château            | Décret du 28 décembre 1936 |
| 05141      | Saint-Eusèbe              | Hautes-Alpes                          | Saint-Eusèbe-en-Champsaur    | Décret du 28 décembre 1936 |
| 05144      | Saint-Jacques             | Hautes-Alpes                          | Saint-Jacques-en-Valgodemard | Décret du 28 décembre 1936 |
| 05149      | Saint-Léger               | Hautes-Alpes                          | Saint-Léger-les-Mélèzes      | Décret du 28 décembre 1936 |
| 05152      | Saint-Maurice             | Hautes-Alpes                          | Saint-Maurice-en-Valgodemard | Décret du 28 décembre 1936 |
| 11031      | Belfort                   | Aude                                  | Belfort-sur-Rebenty          | Décret du 28 décembre 1936 |
| 11032      | Bellegarde                | Aude                                  | Bellegarde-du-Razès          | Décret du 28 décembre 1936 |
| 11094      | Clermont                  | Aude                                  | Clermont-sur-Lauquet         | Décret du 28 décembre 1936 |
| 11147      | Fontanès                  | Aude                                  | Fontanès-de-Sault            | Décret du 28 décembre 1936 |
| 11237      | Molières                  | Aude                                  | Molières-sur-l'Alberte       | Décret du 28 décembre 1936 |
| 11241      | Montbrun                  | Aude                                  | Montbrun-des-Corbières       | Décret du 28 décembre 1936 |
| 11244      | Montfort                  | Aude                                  | Montfort-sur-Boulzane        | Décret du 28 décembre 1936 |
| 11265      | Niort                     | Aude                                  | Niort-de-Sault               | Décret du 28 décembre 1936 |
| 11380      | Sonnac                    | Aude                                  | Sonnac-sur-l'Hers            | Décret du 28 décembre 1936 |
| 37138      | Lussault                  | Indre-et-Loire                        | Lussault-sur-Loire           | Décret du 28 décembre 1936 |
| 40308      | Sort                      | Landes                                | Sort-en-Chalosse             | Décret du 28 décembre 1936 |
| 86046      | Cenon                     | Vienne                                | Cenon-sur-Vienne             | Décret du 28 décembre 1936 |
| 14706      | Tourville                 | Calvados                              | Tourville-en-Auge            | Décret du 23 décembre 1936 |
| 21315      | Hauteville                | Côte-d'Or                             | Hauteville-lès-Dijon         | Décret du 19 décembre 1936 |
| 24466      | Saint-Michel-et-Nonnefare | Dordogne                              | Saint-Michel-de-Montaigne    | Décret du 19 décembre 1936 |
| 25045      | Battenans                 | Doubs                                 | Battenans-les-Mines          | Décret du 19 décembre 1936 |
| 25046      | Battenans                 | Doubs                                 | Battenans-Varin              | Décret du 19 décembre 1936 |
| 25118      | Champvans                 | Doubs                                 | Champvans-lès-Baume          | Décret du 19 décembre 1936 |
| 25119      | Champvans                 | Doubs                                 | Champvans-les-Moulins        | Décret du 19 décembre 1936 |
| 25488      | Rennes                    | Doubs                                 | Rennes-sur-Loue              | Décret du 19 décembre 1936 |
| 28237      | Marolles                  | Eure-et-Loir                          | Marolles-les-Buis            | Décret du 19 décembre 1936 |
| 30222      | La Roque                  | Gard                                  | La Roque-sur-Cèze            | Décret du 19 décembre 1936 |
| 38112      | Clavans                   | Isère                                 | Clavans-en-Haut-Oisans       | Décret du 19 décembre 1936 |
| 38558      | Villette-Serpaize         | Isère                                 | Villette-de-Vienne           | Décret du 19 décembre 1936 |
| 50201      | Gerville                  | Manche                                | Gerville-la-Forêt            | Décret du 19 décembre 1936 |
| 50220      | Gréville                  | Manche                                | Gréville-Hague               | Décret du 19 décembre 1936 |
| 59235      | Flers                     | Nord                                  | Flers-lez-Lille              | Décret du 19 décembre 1936 |
| 60330      | Laboissière               | Oise                                  | Laboissière-en-Thelle        | Décret du 19 décembre 1936 |
| 66132      | Palau                     | Pyrénées-Orientales                   | Palau-de-Cerdagne            | Décret du 19 décembre 1936 |
| 76455      | Morville                  | Seine-Inférieure                      | Morville-sur-Andelle         | Décret du 19 décembre 1936 |
| 08364      | Rilly-aux-Oies            | Ardennes                              | Rilly-sur-Aisne              | Décret du 13 décembre 1936 |
| 52400      | Pouilly                   | Haute-Marne                           | Pouilly-en-Bassigny          | Décret du 13 décembre 1936 |
| 58280      | Sougy                     | Nièvre                                | Sougy-sur-Loire              | Décret du 13 décembre 1936 |
| 60631      | Thiers                    | Oise                                  | Thiers-sur-Thève             | Décret du 13 décembre 1936 |
| 62260      | Croix                     | Pas-de-Calais                         | Croix-en-Ternois             | Décret du 13 décembre 1936 |
| 72010      | Asnières                  | Sarthe                                | Asnières-sur-Vègre           | Décret du 13 décembre 1936 |
| 72018      | Avesnes                   | Sarthe                                | Avesnes-en-Saosnois          | Décret du 13 décembre 1936 |
| 72092      | Contres                   | Sarthe                                | Contres-en-Vairais           | Décret du 13 décembre 1936 |
| 72164      | Livet                     | Sarthe                                | Livet-en-Saosnois            | Décret du 13 décembre 1936 |
| 72357      | Thorée                    | Sarthe                                | Thorée-les-Pins              | Décret du 13 décembre 1936 |
| 83030      | Camps                     | Var                                   | Camps-la-Source              | Décret du 13 décembre 1936 |
| 26052      | Bonlieu                   | Drôme                                 | Bonlieu-sur-Roubion          | Décret du 8 décembre 1936  |
| 26053      | Bonneval                  | Drôme                                 | Bonneval-en-Diois            | Décret du 8 décembre 1936  |
| 26137      | Francillon                | Drôme                                 | Francillon-sur-Roubion       | Décret du 8 décembre 1936  |
| 26164      | Lesches                   | Drôme                                 | Lesches-en-Diois             | Décret du 8 décembre 1936  |
| 26166      | Loriol                    | Drôme                                 | Loriol-sur-Drôme             | Décret du 8 décembre 1936  |
| 26188      | Mollans                   | Drôme                                 | Mollans-sur-Ouvèze           | Décret du 8 décembre 1936  |
| 26205      | Montmaur                  | Drôme                                 | Montmaur-en-Diois            | Décret du 8 décembre 1936  |
| 26213      | Moras                     | Drôme                                 | Moras-en-Valloire            | Décret du 8 décembre 1936  |
| 26280      | La Rochette               | Drôme                                 | La Rochette-sur-Crest        | Décret du 8 décembre 1936  |
| 26296      | Saint-Benoît              | Drôme                                 | Saint-Benoît-en-Diois        | Décret du 8 décembre 1936  |
| 26319      | Saint-Michel              | Drôme                                 | Saint-Michel-sur-Savasse     | Décret du 8 décembre 1936  |
| 42264      | Saint-Médard              | Loire                                 | Saint-Médard-en-Forez        | Décret du 8 décembre 1936  |
| 56239      | Saint-Vincent             | Morbihan                              | Saint-Vincent-sur-Oust       | Décret du 8 décembre 1936  |
| 62212      | Capelle-en-Artois         | Pas-de-Calais                         | Capelle-lès-Hesdin           | Décret du 8 décembre 1936  |
| 73238      | Saint-Germain             | Savoie                                | Saint-Germain-la-Chambotte   | Décret du 8 décembre 1936  |
| 02663      | Rozières                  | Aisne                                 | Rozières-sur-Crise           | Décret du 6 décembre 1936  |
| 09108      | Durban                    | Ariège                                | Durban-sur-Arize             | Décret du 6 décembre 1936  |
| 02101      | Bosmont                   | Aisne                                 | Bosmont-sur-Serre            | Décret du 3 décembre 1936  |
| 07167      | Les Ollières              | Ardèche                               | Les Ollières-sur-Eyrieux     | Décret du 3 décembre 1936  |
| 09121      | Ferrières                 | Ariège                                | Ferrières-sur-Ariège         | Décret du 3 décembre 1936  |
| 09209      | Montjoie                  | Ariège                                | Montjoie-en-Couserans        | Décret du 3 décembre 1936  |
| 09245      | Rieux                     | Ariège                                | Rieux-de-Pelleport           | Décret du 3 décembre 1936  |
| 09250      | Roquefort                 | Ariège                                | Roquefort-les-Cascades       | Décret du 3 décembre 1936  |
| 09283      | Savignac                  | Ariège                                | Savignac-les-Ormeaux         | Décret du 3 décembre 1936  |
| 09310      | Thouars                   | Ariège                                | Thouars-sur-Arize            | Décret du 3 décembre 1936  |
| 12018      | Balaguier                 | Aveyron                               | Balaguier-d'Olt              | Décret du 3 décembre 1936  |
| 12019      | Balaguier                 | Aveyron                               | Balaguier-sur-Rance          | Décret du 3 décembre 1936  |
| 12138      | Marcillac                 | Aveyron                               | Marcillac-Vallon             | Décret du 3 décembre 1936  |
| 12209      | Saint-Amans               | Aveyron                               | Saint-Amans-des-Cots         | Décret du 3 décembre 1936  |
| 12214      | Saint-Chély               | Aveyron                               | Saint-Chély-d'Aubrac         | Décret du 3 décembre 1936  |
| 12224      | Saint-Geniez              | Aveyron                               | Saint-Geniez-d'Olt           | Décret du 3 décembre 1936  |
| 14043      | Barou                     | Calvados                              | Barou-en-Auge                | Décret du 3 décembre 1936  |
| 14687      | Le Theil                  | Calvados                              | Le Theil-en-Auge             | Décret du 3 décembre 1936  |
| 14707      | Tourville                 | Calvados                              | Tourville-sur-Odon           | Décret du 3 décembre 1936  |
| 28194      | Houville                  | Eure-et-Loir                          | Houville-la-Branche          | Décret du 3 décembre 1936  |
| 29280      | Telgruc                   | Finistère                             | Telgruc-sur-Mer              | Décret du 3 décembre 1936  |
| 31475      | Saint-Clar                | Haute-Garonne                         | Saint-Clar-de-Rivière        | Décret du 3 décembre 1936  |
| 31535      | Sauveterre                | Haute-Garonne                         | Sauveterre-de-Comminges      | Décret du 3 décembre 1936  |
| 37006      | Artannes                  | Indre-et-Loire                        | Artannes-sur-Indre           | Décret du 3 décembre 1936  |
| 37012      | Avon                      | Indre-et-Loire                        | Avon-les-Roches              | Décret du 3 décembre 1936  |
| 37046      | Céré                      | Indre-et-Loire                        | Céré-la-Ronde                | Décret du 3 décembre 1936  |
| 37063      | Châteaurenault            | Indre-et-Loire                        | Château-Renault              | Décret du 3 décembre 1936  |
| 37081      | Cléré                     | Indre-et-Loire                        | Cléré-les-Pins               | Décret du 3 décembre 1936  |
| 37089      | Cravant                   | Indre-et-Loire                        | Cravant-les-Coteaux          | Décret du 3 décembre 1936  |
| 37150      | Mazières                  | Indre-et-Loire                        | Mazières-de-Touraine         | Décret du 3 décembre 1936  |
| 37210      | Saint-Benoît              | Indre-et-Loire                        | Saint-Benoît-la-Forêt        | Décret du 3 décembre 1936  |
| 37231      | Saint-Paterne             | Indre-et-Loire                        | Saint-Paterne-Racan          | Décret du 3 décembre 1936  |
| 42015      | Belmont                   | Loire                                 | Belmont-de-la-Loire          | Décret du 3 décembre 1936  |
| 42051      | La Chapelle               | Loire                                 | La Chapelle-Villars          | Décret du 3 décembre 1936  |
| 42265      | Saint-Michel              | Loire                                 | Saint-Michel-sur-Rhône       | Décret du 3 décembre 1936  |
| 42209      | Sainte-Colombe            | Loire                                 | Sainte-Colombe-sur-Gand      | Décret du 3 décembre 1936  |
| 42328      | Verrières                 | Loire                                 | Verrières-en-Forez           | Décret du 3 décembre 1936  |
| 47238      | Sainte-Colombe-de-Laplume | Lot-et-Garonne                        | Sainte-Colombe-en-Bruilhois  | Décret du 3 décembre 1936  |
| 50058      | Blainville                | Manche                                | Blainville-sur-Mer           | Décret du 3 décembre 1936  |
| 60063      | Berneuil                  | Oise                                  | Berneuil-en-Bray             | Décret du 3 décembre 1936  |
| 60211      | Éragny                    | Oise                                  | Éragny-sur-Epte              | Décret du 3 décembre 1936  |
| 63025      | Ayat                      | Puy-de-Dôme                           | Ayat-sur-Sioule              | Décret du 3 décembre 1936  |
| 63091      | Charbonnier               | Puy-de-Dôme                           | Charbonnier-les-Mines        | Décret du 3 décembre 1936  |
| 63128      | Crevant                   | Puy-de-Dôme                           | Crevant-Laveine              | Décret du 3 décembre 1936  |
| 63157      | Fayet                     | Puy-de-Dôme                           | Fayet-le-Château             | Décret du 3 décembre 1936  |
| 63249      | Néronde                   | Puy-de-Dôme                           | Néronde-sur-Dore             | Décret du 3 décembre 1936  |
| 63397      | Saint-Sauves              | Puy-de-Dôme                           | Saint-Sauves-d'Auvergne      | Décret du 3 décembre 1936  |
| 63398      | Saint-Sauveur             | Puy-de-Dôme                           | Saint-Sauveur-la-Sagne       | Décret du 3 décembre 1936  |
| 64444      | Pardies                   | Basses-Pyrénées                       | Pardies-Piétat               | Décret du 3 décembre 1936  |
| 77068      | Cessoy                    | Seine-et-Marne                        | Cessoy-en-Montois            | Décret du 3 décembre 1936  |
| 78077      | La Boissière              | Seine-et-Oise (actuellement Yvelines) | La Boissière-École           | Décret du 3 décembre 1936  |
| 83077      | Méounes                   | Var                                   | Méounes-lès-Montrieux        | Décret du 3 décembre 1936  |
| 29021      | Brignogan                 | Finistère                             | Brignogan-Plages             | Décret du 11 août 1936,    |
| 64087      | Baigts                    | Basses-Pyrénées                       | Baigts-de-Béarn              | Décret du 11 août 1936,    |
| 57650      | Sierck                    | Moselle                               | Sierck-les-Bains             | Décret du 23 juillet 1936  |
| 34269      | Saint-Jean-de-Pardailhan  | Hérault                               | Saint-Jean-de-Minervois      | Décret du 16 juillet 1936  |
| 54031      | Autreville                | Meurthe-et-Moselle                    | Autreville-sur-Moselle       | Décret du 25 juin 1936     |
| 54055      | Bayonville                | Meurthe-et-Moselle                    | Bayonville-sur-Mad           | Décret du 25 juin 1936     |
| 54070      | Bey                       | Meurthe-et-Moselle                    | Bey-sur-Seille               | Décret du 25 juin 1936     |
| 54114      | Champey                   | Meurthe-et-Moselle                    | Champey-sur-Moselle          | Décret du 25 juin 1936     |
| 54124      | Chazelles                 | Meurthe-et-Moselle                    | Chazelles-sur-Albe           | Décret du 25 juin 1936     |
| 54132      | Clérey                    | Meurthe-et-Moselle                    | Clérey-sur-Brenon            | Décret du 25 juin 1936     |
| 54161      | Domèvre                   | Meurthe-et-Moselle                    | Domèvre-sur-Vezouze          | Décret du 25 juin 1936     |
| 54176      | Einville                  | Meurthe-et-Moselle                    | Einville-au-Jard             | Décret du 25 juin 1936     |
| 54254      | Haucourt                  | Meurthe-et-Moselle                    | Haucourt-Moulaine            | Décret du 25 juin 1936     |
| 54274      | Jarville                  | Meurthe-et-Moselle                    | Jarville-la-Malgrange        | Décret du 25 juin 1936     |
| 54333      | Mailly                    | Meurthe-et-Moselle                    | Mailly-sur-Seille            | Décret du 25 juin 1936     |
| 54445      | Raville                   | Meurthe-et-Moselle                    | Raville-sur-Sânon            | Décret du 25 juin 1936     |
| 54465      | Roville                   | Meurthe-et-Moselle                    | Roville-devant-Bayon         | Décret du 25 juin 1936     |
| 54547      | Vandœuvre                 | Meurthe-et-Moselle                    | Vandœuvre-lès-Nancy          | Décret du 25 juin 1936     |
| 59312      | Honnecourt                | Nord                                  | Honnecourt-sur-l'Escaut      | Décret du 22 mai 1936      |
| 15177      | Saint-Christophe          | Cantal                                | Saint-Christophe-les-Gorges  | Décret du 29 avril 1936    |
| 11013      | Argens                    | Aude                                  | Argens-Minervois             | Décret du 28 mars 1936     |
| 11041      | Bize                      | Aude                                  | Bize-Minervois               | Décret du 28 mars 1936     |
| 11296      | Pouzols                   | Aude                                  | Pouzols-Minervois            | Décret du 28 mars 1936     |
| 21342      | Laperrière                | Côte-d'Or                             | Laperrière-sur-Saône         | Décret du 21 mars 1936     |
| 27115      | Breux                     | Eure                                  | Breux-sur-Avre               | Décret du 21 mars 1936     |
| 33125      | Cissac                    | Gironde                               | Cissac-Médoc                 | Décret du 21 mars 1936     |
| 33240      | Lesparre                  | Gironde                               | Lesparre-Médoc               | Décret du 21 mars 1936     |
| 06023      | Breil                     | Alpes-Maritimes                       | Breil-sur-Roya               | Décret du 18 mars 1936     |
| 19087      | Murat                     | Corrèze                               | Gourdon-Murat                | Décret du 18 mars 1936     |
| 54522      | Thorey                    | Meurthe-et-Moselle                    | Thorey-Lyautey               | Décret du 18 mars 1936     |
| 61287      | Montilly                  | Orne                                  | Montilly-sur-Noireau         | Décret du 18 mars 1936     |
| 63076      | Chambon                   | Puy-de-Dôme                           | Chambon-sur-Dolore           | Décret du 18 mars 1936     |
| 84088      | Pernes                    | Vaucluse                              | Pernes-les-Fontaines         | Décret du 18 mars 1936     |
| 87076      | Jabreilles                | Haute-Vienne                          | Jabreilles-les-Bordes        | Décret du 18 mars 1936     |
| 27312      | Hardencourt               | Eure                                  | Hardencourt-Cocherel         | Décret du 10 mars 1936     |
| 54170      | Domptail                  | Meurthe-et-Moselle                    | Domptail-en-l'Air            | Décret du 10 mars 1936     |
| 14517      | Poussy                    | Calvados                              | Poussy-la-Campagne           | Décret du 21 février 1936  |

### 1937

#### Avril
| Code INSEE | Ancienne dénomination | Département      | Nouvelle dénomination        | Date                     |
| ---------- | --------------------- | ---------------- | ---------------------------- | ------------------------ |
| 37271      | Villaines             | Indre-et-Loire   | Villaines-les-Rochers        | Décret du 11 avril 1937, |
| 43116      | Laval                 | Haute-Loire      | Laval-sur-Doulon             | Décret du 11 avril 1937, |
| 76643      | Saint-Quentin         | Seine-Inférieure | Saint-Quentin-au-Bosc        | Décret du 11 avril 1937, |
| 76736      | Veulettes             | Seine-Inférieure | Veulettes-sur-Mer            | Décret du 11 avril 1937, |
| 77245      | Laval                 | Seine-et-Marne   | Laval-en-Brie                | Décret du 11 avril 1937, |
| 77267      | La Madeleine          | Seine-et-Marne   | La Madeleine-sur-Loing       | Décret du 11 avril 1937, |
| 79015      | Asnières              | Deux-Sèvres      | Asnières-en-Poitou           | Décret du 11 avril 1937, |
| 83048      | La Croix              | Var              | La Croix-Valmer              | Décret du 11 avril 1937, |
| 88261      | Laval                 | Vosges           | Laval-sur-Vologne            | Décret du 11 avril 1937, |
| 88415      | Saint-Étienne         | Vosges           | Saint-Étienne-lès-Remiremont | Décret du 11 avril 1937, |
| 77008      | Armentières           | Seine-et-Marne   | Armentières-en-Brie          | Décret du 27 avril 1937  |

#### Mai
| Code INSEE | Ancienne dénomination | Département                          | Nouvelle dénomination        | Date                  |
| ---------- | --------------------- | ------------------------------------ | ---------------------------- | --------------------- |
| 02023      | Armentières           | Aisne                                | Armentières-sur-Ourcq        | Décret du 11 mai 1937 |
| 02413      | Laval                 | Aisne                                | Laval-en-Laonnois            | Décret du 11 mai 1937 |
| 23219      | Saint-Maurice         | Creuse                               | Saint-Maurice-la-Souterraine | Décret du 11 mai 1937 |
| 23218      | Saint-Maurice         | Creuse                               | Saint-Maurice-près-Crocq     | Décret du 11 mai 1937 |
| 33297      | Moulis                | Gironde                              | Moulis-en-Médoc              | Décret du 11 mai 1937 |
| 43023      | Beaune                | Haute-Loire                          | Beaune-sur-Arzon             | Décret du 11 mai 1937 |
| 43243      | Taulhac               | Haute-Loire                          | Taulhac-près-le-Puy          | Décret du 11 mai 1937 |
| 62535      | La Madelaine          | Pas-de-Calais                        | La Madelaine-sous-Montreuil  | Décret du 11 mai 1937 |
| 76155      | Cannehan              | Seine-Inférieure                     | Canehan                      | Décret du 11 mai 1937 |
| 81024      | Beauvais              | Tarn                                 | Beauvais-sur-Tescou          | Décret du 11 mai 1937 |
| 83005      | Artignosc             | Var                                  | Artignosc-sur-Verdon         | Décret du 11 mai 1937 |
| 89017      | Argenteuil            | Yonne                                | Argenteuil-sur-Armançon      | Décret du 11 mai 1937 |
| 91099      | Boutigny              | Seine-et-Oise (actuellement Essonne) | Boutigny-sur-Essonne         | Décret du 11 mai 1937 |

#### Juin
| Code INSEE | Ancienne dénomination | Département           | Nouvelle dénomination     | Date                   |
| ---------- | --------------------- | --------------------- | ------------------------- | ---------------------- |
| 03020      | Beaune                | Allier                | Beaune-d'Allier           | Décret du 9 juin 1937  |
| 23097      | Issoudun              | Creuse                | Issoudun-Létrieix         | Décret du 9 juin 1937  |
| 27019      | Armentières           | Eure                  | Armentières-sur-Avre      | Décret du 9 juin 1937  |
| 31360      | Montauban             | Haute-Garonne         | Montauban-de-Luchon       | Décret du 9 juin 1937  |
| 38117      | Cognin                | Isère                 | Cognin-les-Gorges         | Décret du 9 juin 1937  |
| 47259      | Saint-Maurice         | Lot-et-Garonne        | Saint-Maurice-de-Lestapel | Décret du 9 juin 1937  |
| 47272      | Saint-Quentin         | Lot-et-Garonne        | Saint-Quentin-du-Dropt    | Décret du 9 juin 1937  |
| 62746      | Saint-Étienne         | Pas-de-Calais         | Saint-Étienne-au-Mont     | Décret du 9 juin 1937  |
| 65029      | Arras                 | Hautes-Pyrénées       | Arras-en-Lavedan          | Décret du 9 juin 1937  |
| 72253      | Roézé                 | Sarthe                | Roézé-sur-Sarthe          | Décret du 9 juin 1937  |
| 90090      | Saint-Dizier          | Territoire de Belfort | Saint-Dizier-l'Évêque     | Décret du 9 juin 1937  |
| 90061      | Lamadeleine           | Territoire de Belfort | Lamadeleine-Val-des-Anges | Décret du 17 juin 1937 |

#### Juillet
| Code INSEE | Ancienne dénomination | Département         | Nouvelle dénomination | Date                      |
| ---------- | --------------------- | ------------------- | --------------------- | ------------------------- |
| 01023      | Asnières              | Ain                 | Asnières-sur-Saône    | Décret du 21 juillet 1937 |
| 16019      | Asnières              | Charente            | Asnières-sur-Nouère   | Décret du 21 juillet 1937 |
| 17022      | Asnières              | Charente-Inférieure | Asnières-la-Giraud    | Décret du 21 juillet 1937 |
| 21610      | Soissons              | Côte-d'Or           | Soissons-sur-Nacey    | Décret du 21 juillet 1937 |
| 23232      | Saint-Pierre-le-Bost  | Creuse              | Saint-Pierre-Bellevue | Décret du 21 juillet 1937 |
| 27244      | Flancourt             | Eure                | Flancourt-Catelon     | Décret du 21 juillet 1937 |
| 27408      | Mézières              | Eure                | Mézières-en-Vexin     | Décret du 21 juillet 1937 |
| 31367      | Montclar-les-Prés     | Haute-Garonne       | Montclar-de-Comminges | Décret du 21 juillet 1937 |
| 42149      | Meylieu-Montrond      | Loire               | Montrond-les-Bains    | Décret du 21 juillet 1937 |
| 58137      | Lamenay               | Nièvre              | Lamenay-sur-Loire     | Décret du 21 juillet 1937 |
| 63015      | Aubusson              | Puy-de-Dôme         | Aubusson-d’Auvergne   | Décret du 21 juillet 1937 |

#### Août
| Code INSEE | Ancienne dénomination | Département        | Nouvelle dénomination     | Date                   |
| ---------- | --------------------- | ------------------ | ------------------------- | ---------------------- |
| 54481      | Saint-Maurice         | Meurthe-et-Moselle | Saint-Maurice-aux-Forges  | Décret du 11 août 1937 |
| 60119      | Cambronne             | Oise               | Cambronne-lès-Ribécourt   | Décret du 11 août 1937 |
| 69162      | Quincié               | Rhône              | Quincié-en-Beaujolais     | Décret du 11 août 1937 |
| 54403      | Norroy                | Meurthe-et-Moselle | Norroy-lès-Pont-à-Mousson | Décret du 15 août 1937 |
| 02241      | La Croix              | Aisne              | La Croix-sur-Ourcq        | Décret du 19 août 1937 |
| 14023      | Asnières              | Calvados           | Asnières-en-Bessin        | Décret du 19 août 1937 |
| 30142      | Laval                 | Gard               | Laval-Pradel              | Décret du 19 août 1937 |
| 40275      | Saint-Maurice         | Landes             | Saint-Maurice-sur-Adour   | Décret du 19 août 1937 |
| 50288      | Marcey                | Manche             | Marcey-les-Grèves         | Décret du 19 août 1937 |
| 54426      | Pierre                | Meurthe-et-Moselle | Pierre-la-Treiche         | Décret du 19 août 1937 |
| 60055      | Beaurains             | Oise               | Beaurains-lès-Noyon       | Décret du 19 août 1937 |
| 60572      | Saint-Étienne         | Oise               | Saint-Étienne-Roilaye     | Décret du 19 août 1937 |

#### Novembre
| Code INSEE | Ancienne dénomination    | Département                             | Nouvelle dénomination      | Date                       |
| ---------- | ------------------------ | --------------------------------------- | -------------------------- | -------------------------- |
| 16346      | Saint-Quentin            | Charente                                | Saint-Quentin-de-Chalais   | Décret du 10 novembre 1937 |
| 16345      | Saint-Quentin            | Charente                                | Saint-Quentin-sur-Charente | Décret du 10 novembre 1937 |
| 62528      | Loos                     | Pas-de-Calais                           | Loos-en-Gohelle            | Décret du 10 novembre 1937 |
| 91568      | Saint-Maurice            | Seine-et-Oise (actuellement Essonne)    | Saint-Maurice-Montcouronne | Décret du 10 novembre 1937 |
| 95061      | Béthemont                | Seine-et-Oise (actuellement Val-d'Oise) | Béthemont-la-Forêt         | Décret du 10 novembre 1937 |
| 14125      | Cambes                   | Calvados                                | Cambes-en-Plaine           | Décret du 21 novembre 1937 |
| 17358      | Saint-Mandé              | Charente-Inférieure                     | Saint-Mandé-sur-Brédoire   | Décret du 21 novembre 1937 |
| 17396      | Saint-Sauveur-de-Nuaillé | Charente-Inférieure                     | Saint-Sauveur-d'Aunis      | Décret du 21 novembre 1937 |
| 45239      | Oussoy                   | Loiret                                  | Oussoy-en-Gâtinais         | Décret du 21 novembre 1937 |
| 48009      | Aumont                   | Lozère                                  | Aumont-Aubrac              | Décret du 21 novembre 1937 |
| 53251      | Saint-Quentin            | Mayenne                                 | Saint-Quentin-les-Anges    | Décret du 21 novembre 1937 |
| 69130      | Meaux                    | Rhône                                   | Meaux-la-Montagne          | Décret du 21 novembre 1937 |
| 80560      | Montauban                | Somme                                   | Montauban-de-Picardie      | Décret du 21 novembre 1937 |
| 17364      | Saint-Martial-de-Coculet | Charente-Inférieure                     | Saint-Martial-sur-Né       | Décret du 23 novembre 1937 |
| 83151      | Vins                     | Var                                     | Vins-sur-Caramy            | Décret du 23 novembre 1937 |
| 86235      | Saint-Maurice            | Vienne                                  | Saint-Maurice-la-Clouère   | Décret du 23 novembre 1937 |
| 58265      | Saint-Quentin            | Nièvre                                  | Saint-Quentin-sur-Nohain   | Décret du 28 novembre 1937 |

#### Décembre
| Code INSEE | Ancienne dénomination | Département     | Nouvelle dénomination   | Date                       |
| ---------- | --------------------- | --------------- | ----------------------- | -------------------------- |
| 25285      | Grand'Combe           | Doubs           | Grand'Combe-Chateleu    | Décret du 4 décembre 1937  |
| 41227      | Saint-Quentin         | Loir-et-Cher    | Saint-Quentin-lès-Trôo  | Décret du 4 décembre 1937  |
| 06051      | La Croix              | Alpes-Maritimes | La Croix-sur-Roudoule   | Décret du 11 décembre 1937 |
| 58252      | Saint-Malo            | Nièvre          | Saint-Malo-en-Donziois  | Décret du 11 décembre 1937 |
| 46279      | Saint-Maurice         | Lot             | Saint-Maurice-en-Quercy | Décret du 16 décembre 1937 |
| 86261      | Sèvres                | Vienne          | Sèvres-Anxaumont        | Décret du 16 décembre 1937 |

### 1938
| Code INSEE | Ancienne dénomination | Département                           | Nouvelle dénomination          | Date                       |
| ---------- | --------------------- | ------------------------------------- | ------------------------------ | -------------------------- |
| 88531      | Xonrupt               | Vosges                                | Xonrupt-Longemer               | Décret du 27 décembre 1938 |
| 63389      | Saint-Quentin         | Puy-de-Dôme                           | Saint-Quentin-sur-Sauxillanges | Décret du 23 décembre 1938 |
| 59234      | Flers                 | Nord                                  | Flers-en-Escrebieux            | Décret du 8 décembre 1938  |
| 68040      | Bitschwiller          | Haut-Rhin                             | Bitschwiller-lès-Thann         | Décret du 18 novembre 1938 |
| 11098      | Conilhac-du-Plat-Pays | Aude                                  | Conilhac-Corbières             | Décret du 15 novembre 1938 |
| 21164      | Chazilly-le-Haut      | Côte-d'Or                             | Chazilly                       | Décret du 3 novembre 1938  |
| 28103      | Cloyes                | Eure-et-Loir                          | Cloyes-sur-le-Loir             | Décret du 3 novembre 1938  |
| 28353      | Saint-Maur            | Eure-et-Loir                          | Saint-Maur-sur-le-Loir         | Décret du 3 novembre 1938  |
| 33273      | Martignas             | Gironde                               | Martignas-sur-Jalle            | Décret du 3 novembre 1938  |
| 33422      | Illac                 | Gironde                               | Saint-Jean-d'Illac             | Décret du 3 novembre 1938  |
| 55170      | Écurey                | Meuse                                 | Écurey-en-Verdunois            | Décret du 3 novembre 1938  |
| 59179      | Douchy                | Nord                                  | Douchy-les-Mines               | Décret du 3 novembre 1938  |
| 72059      | Chantenay             | Sarthe                                | Chantenay-Villedieu            | Décret du 3 novembre 1938  |
| 86180      | Nouaillé              | Vienne                                | Nouaillé-Maupertuis            | Décret du 3 novembre 1938  |
| 37213      | Saint-Christophe      | Indre-et-Loire                        | Saint-Christophe-sur-le-Nais   | Décret du 23 octobre 1938  |
| 54171      | Doncourt              | Meurthe-et-Moselle                    | Doncourt-lès-Conflans          | Décret du 20 octobre 1938  |
| 86240      | Saint-Rémy            | Vienne                                | Saint-Rémy-en-Montmorillon     | Décret du 18 octobre 1938  |
| 85294      | La Tranche            | Vendée                                | La Tranche-sur-Mer             | Décret du 7 août 1938      |
| 85114      | Jard                  | Vendée                                | Jard-sur-Mer                   | Décret du 25 juin 1938     |
| 14348      | Juvigny               | Calvados                              | Juvigny-sur-Seulles            | Décret du 21 mai 1938,     |
| 14684      | Tessel-Bretteville    | Calvados                              | Tessel                         | Décret du 21 mai 1938,     |
| 50434      | La Rochelle           | Manche                                | La Rochelle-Normande           | Décret du 21 mai 1938,     |
| 50522      | Saint-Maurice         | Manche                                | Saint-Maurice-en-Cotentin      | Décret du 21 mai 1938,     |
| 69167      | Rivollet              | Rhône                                 | Rivolet                        | Décret du 12 mai 1938      |
| 09316      | Troye                 | Ariège                                | Troye-d'Ariège                 | Décret du 8 mai 1938       |
| 10338      | Saint-Étienne         | Aube                                  | Saint-Étienne-sous-Barbuise    | Décret du 21 avril 1938    |
| 17244      | Montpellier           | Charente-Inférieure                   | Montpellier-de-Médillan        | Décret du 7 avril 1938     |
| 23238      | Saint-Quentin         | Creuse                                | Saint-Quentin-la-Chabanne      | Décret du 7 avril 1938     |
| 21246      | Épernay               | Côte-d'Or                             | Épernay-sous-Gevrey            | Décret du 26 mars 1938     |
| 78460      | Oinville              | Seine-et-Oise (actuellement Yvelines) | Oinville-sur-Montcient         | Décret du 18 mars 1938     |
| 78640      | Vélizy                | Seine-et-Oise (actuellement Yvelines) | Vélizy-Villacoublay            | Décret du 18 mars 1938     |
| 16147      | Gardes                | Charente                              | Gardes-le-Pontaroux            | Décret du 7 mars 1938      |
| 37028      | Bossay                | Indre-et-Loire                        | Bossay-sur-Claise              | Décret du 14 février 1938  |
| 37091      | La Croix              | Indre-et-Loire                        | La Croix-en-Touraine           | Décret du 14 février 1938  |
| 59125      | Cantaing              | Nord                                  | Cantaing-sur-Escaut            | Décret du 14 février 1938  |
| 38019      | Auberives             | Isère                                 | Auberives-sur-Varèze           | Décret du 25 janvier 1938  |
| 40314      | Tercis                | Landes                                | Tercis-les-Bains               | Décret du 25 janvier 1938  |
| 09029      | Aulus                 | Ariège                                | Aulus-les-Bains                | Décret du 11 janvier 1938  |
| 09274      | Saint-Quentin         | Ariège                                | Saint-Quentin-la-Tour          | Décret du 4 janvier 1938   |
| 31148      | Clermont              | Haute-Garonne                         | Clermont-le-Fort               | Décret du 4 janvier 1938   |
| 34277      | Saint-Maurice         | Hérault                               | Saint-Maurice-Navacelles       | Décret du 4 janvier 1938   |
| 39057      | Blois                 | Jura                                  | Blois-sur-Seille               | Décret du 4 janvier 1938   |
| 39299      | Longwy                | Jura                                  | Longwy-sur-le-Doubs            | Décret du 4 janvier 1938   |
| 39493      | Saint-Maurice         | Jura                                  | Saint-Maurice-en-Montagne      | Décret du 4 janvier 1938   |
| 39533      | Toulouse              | Jura                                  | Toulouse-le-Château            | Décret du 4 janvier 1938   |

### 1939
| Code INSEE | Ancienne dénomination     | Département        | Nouvelle dénomination       | Date                       |
| ---------- | ------------------------- | ------------------ | --------------------------- | -------------------------- |
| 31205      | Gagnac                    | Haute-Garonne      | Gagnac-sur-Garonne          | Décret du 30 décembre 1939 |
| 64421      | Ogeu                      | Basses-Pyrénées    | Ogeu-les-Bains              | Décret du 30 décembre 1939 |
| 49256      | Rablay                    | Maine-et-Loire     | Rablay-sur-Layon            | Décret du 28 août 1939     |
| 02042      | Azy                       | Aisne              | Azy-sur-Marne               | Décret du 13 août 1939,    |
| 45205      | Mézières-sous-Bellegarde  | Loiret             | Mézières-en-Gâtinais        | Décret du 13 août 1939,    |
| 50097      | Canville                  | Manche             | Canville-la-Rocque          | Décret du 11 août 1939     |
| 50156      | Crosville                 | Manche             | Crosville-sur-Douve         | Décret du 11 août 1939     |
| 50253      | Huisnes                   | Manche             | Huisnes-sur-Mer             | Décret du 20 juin 1939     |
| 04192      | Saint-Michel              | Basses-Alpes       | Saint-Michel-l'Observatoire | Décret du 29 avril 1939    |
| 28093      | Châtillon                 | Eure-et-Loir       | Châtillon-en-Dunois         | Décret du 29 avril 1939    |
| 35256      | Saint-Briac               | Ille-et-Vilaine    | Saint-Briac-sur-Mer         | Décret du 29 avril 1939    |
| 42039      | Chalmazelle               | Loire              | Chalmazel                   | Décret du 29 avril 1939    |
| 49301      | Saint-Macaire             | Maine-et-Loire     | Saint-Macaire-en-Mauges     | Décret du 29 avril 1939    |
| 54002      | Abbéville                 | Meurthe-et-Moselle | Abbéville-lès-Conflans      | Décret du 29 avril 1939    |
| 07217      | Saint-Barthélemy-le-Plein | Ardèche            | Saint-Barthélemy-le-Plain   | Décret du 19 avril 1939    |
| 02224      | Courcelles                | Aisne              | Courcelles-sur-Vesles       | Décret du 1er avril 1939   |
| 33423      | Saint-Julien              | Gironde            | Saint-Julien-Beychevelle    | Décret du 1er avril 1939   |
| 35045      | Bruc                      | Ille-et-Vilaine    | Bruc-sur-Aff                | Décret du 1er avril 1939   |
| 45160      | Grigneville               | Loiret             | Greneville-en-Beauce        | Décret du 1er avril 1939   |
| 77285      | Le Mée                    | Seine-et-Marne     | Le Mée-sur-Seine            | Décret du 12 mars 1939     |